# بال‌پرنده‌ای مالایا
بال‌پرنده‌ای مالایا (نام علمی: Troides amphrysus) نام یک گونه از تیره پروانه‌های دم‌چلچله‌ای است.

## نگارخانه

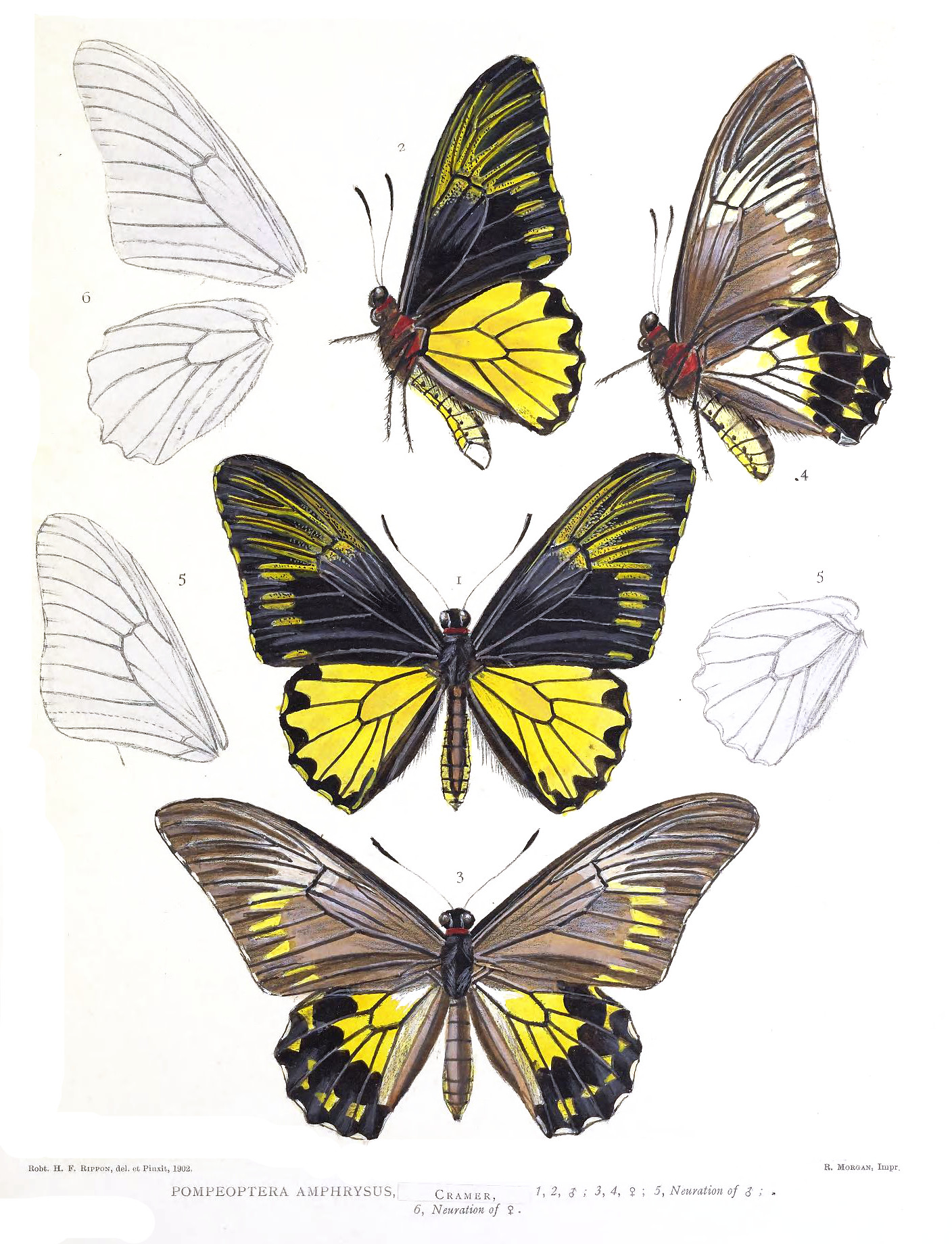
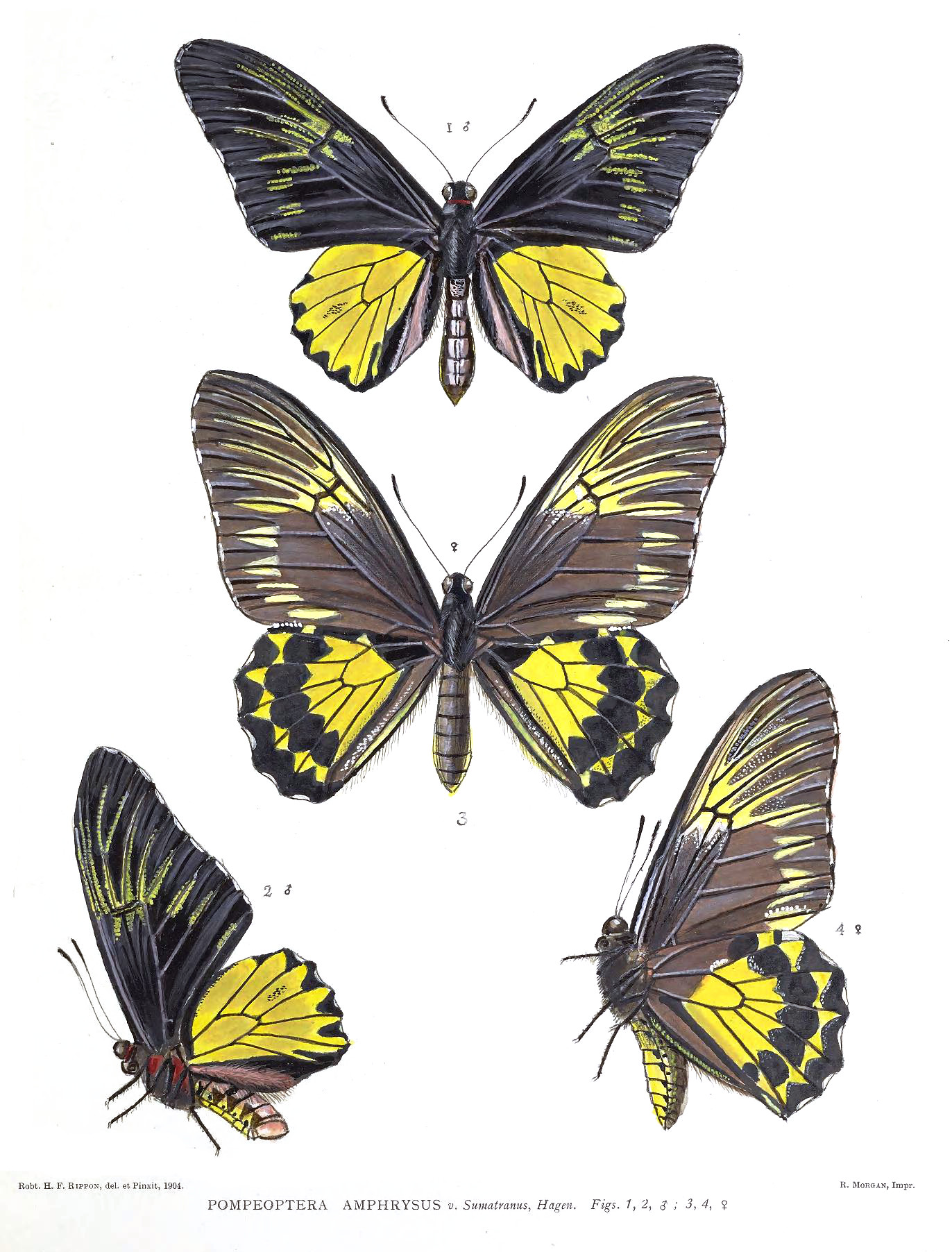
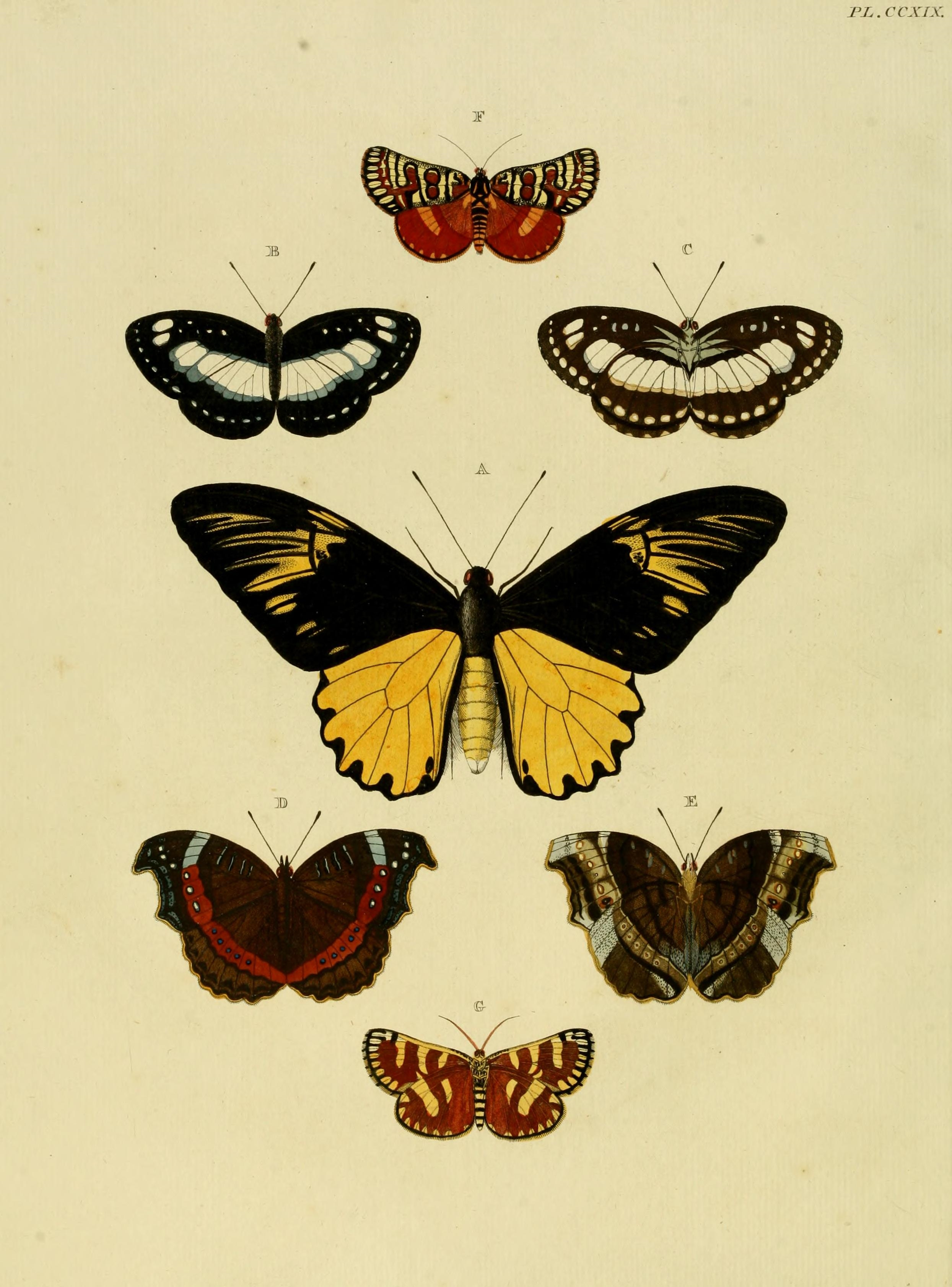